# Atzalan
Atzalan es una localidad del estado mexicano de Veracruz. Es cabecera del municipio de Atzalan. Forma parte de la zona metropolitana de Altotonga. 

## Demografía
| Censo | Población |
| ----- | --------- |
| 1900  | 1,005     |
| 1910  | 924       |
| 1921  | 886       |
| 1930  | 855       |
| 1940  | 768       |
| 1950  | 809       |
| 1960  | 1001      |
| 1970  | 1121      |
| 1980  | 1531      |
| 1990  | 1493      |
| 1995  | 1605      |
| 2000  | 1792      |
| 2005  | 1801      |
| 2010  | 1940      |
| 2020  | 2303      |